# Hendrik Elias de Bruyn

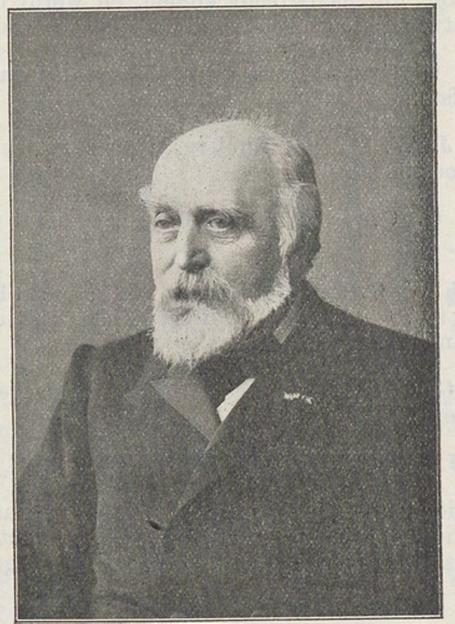
Hendrik Elias de Bruyn (1841-1915)

Hendrik Elias de Bruyn ('s-Gravenhage, 8 mei 1841 – aldaar, 7 februari 1915) was een Nederlands waterbouwkundige.

## Jeugd en opleiding
Hij was de zoon van de infanterieofficier Balthazar Rutger de Bruyn en Anna Hendrika van Hasselt. Zijn vader overleed toen hij 13 jaar was. Hij ging in Den Haag naar de Nutsschool en later aan de kostschool van Messingh in Rijswijk. Vervolgens ging hij in 1857 naar de Koninklijke Akademie te Delft.
Hij behoorde tot de beste leerlingen. Door zijn grote intelligentie kon hij de opleiding snel afronden. Hij voldeed aan de jaarlijkse overgangsexamens en kreeg in juli 1860 het diploma van civiel ingenieur. In september 1860 nam hij deel aan het vergelijkend examen voor surnumerair van en Waterstaat. De eerste plaats in dat examen werd behaald door ir. W.J.S.J. Blom, die in 1858 afgestudeerd was. Als tweede op de ranglijst stond De Bruyn, en hun benoeming tot surnumerair volgde met ingang van 15 oktober 1860.

## Loopbaan tot 1868

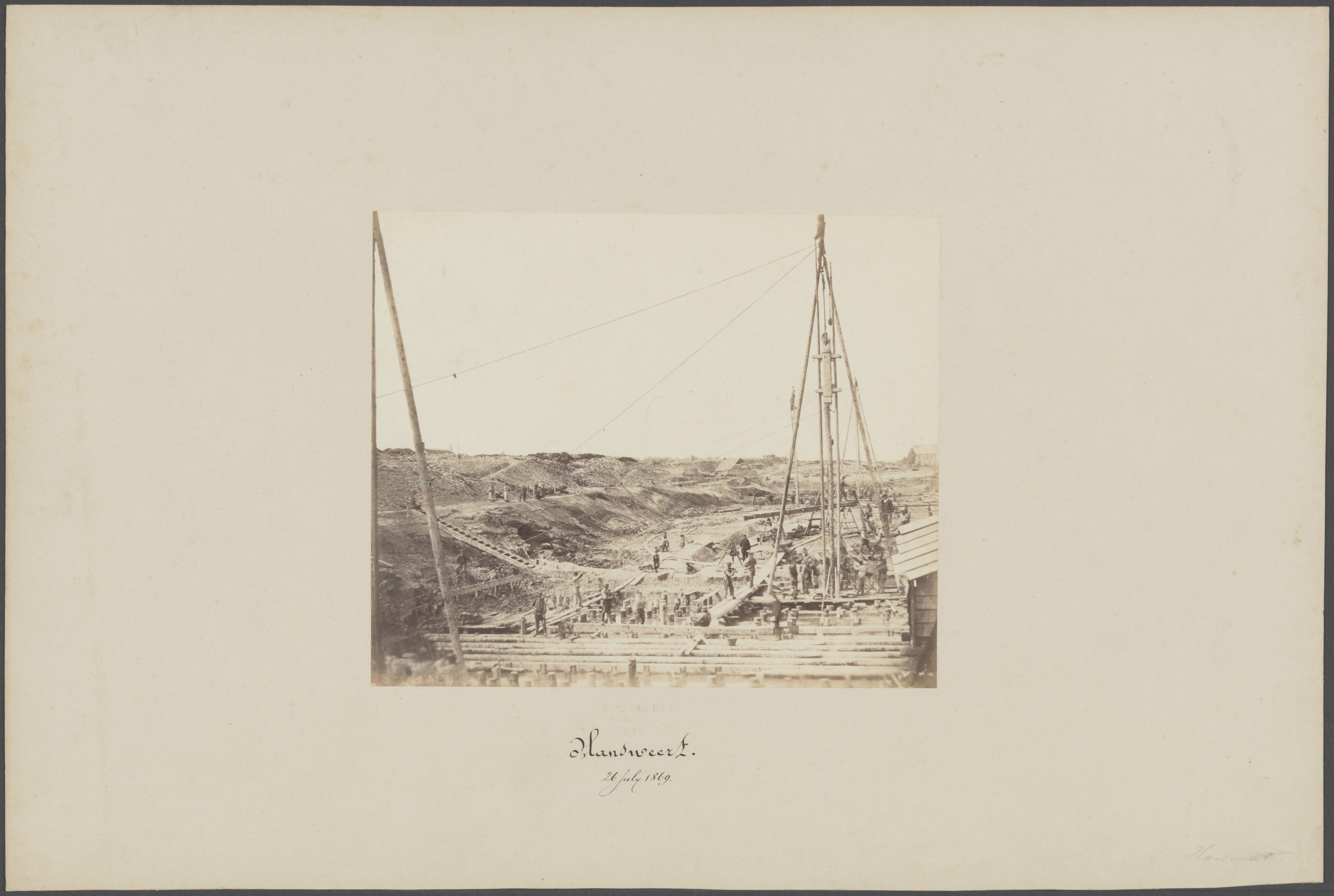
Bouw sluis te Hansweert, 1869

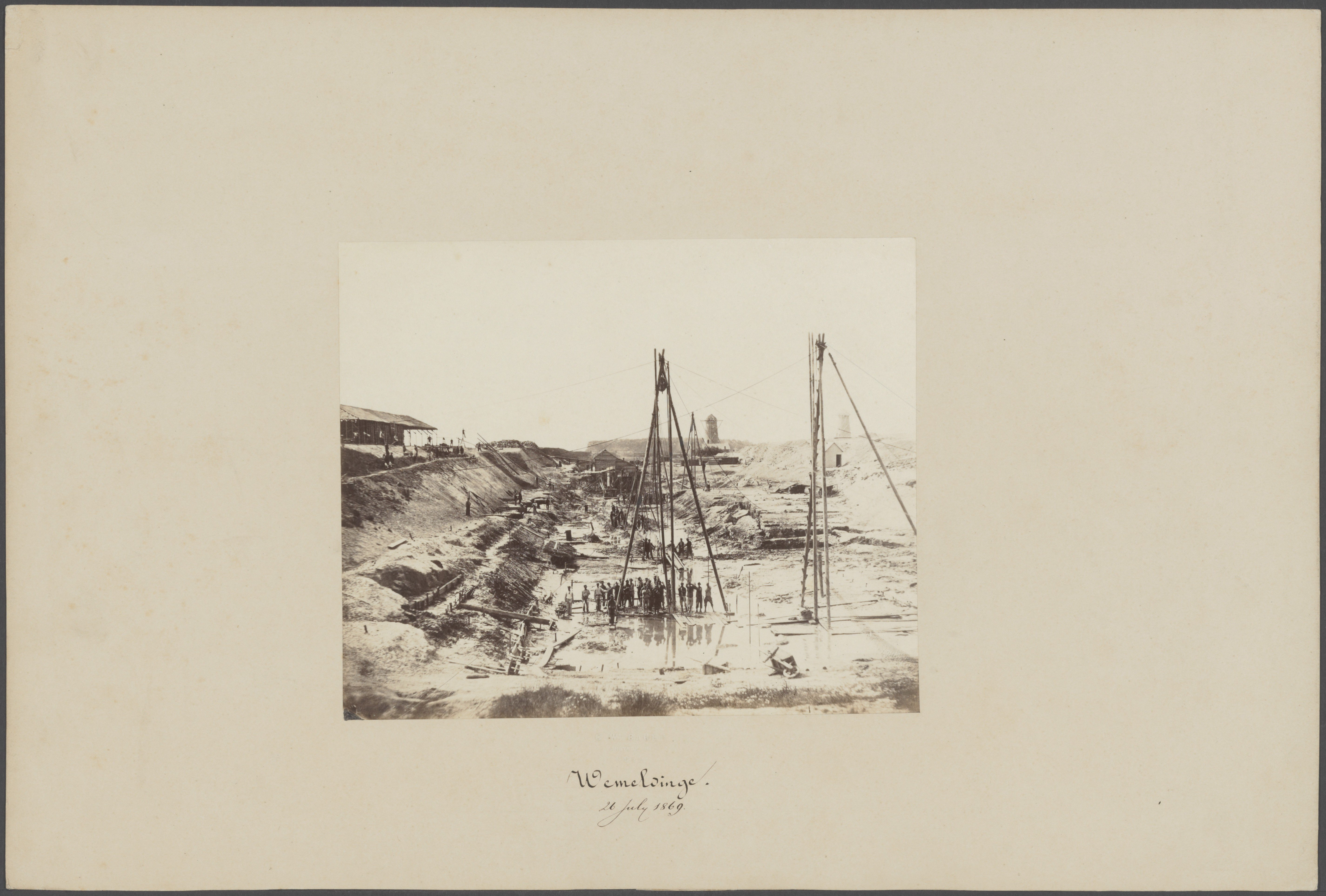
Bouw sluis te Wemeldinge, 1869

De Bruyn werd toen in Middelburg toegevoegd aan ingenieur Jhr. J.R.T. Ortt. Op 1 april 1861 werd hij overgeplaatst naar Goes om daar onder ir. T. Bleckmann te werken aan het Kanaal door Zuid-Beveland. Bleckmann had van ir. Ortt opdracht gekregen om De Bruyn zo veel mogelijk te laten werken aan Zeeuwse oeververdedigingswerken. De Bruyn ontwierp in deze periode de sluizen te Hansweert en Wemeldinge, verschillende bruggen over het kanaal en de buitenhavens. Bovendien kreeg hij kort na zijn plaatsing in Goes het toezicht op het herstel van een dijkval. De Bruyn was toen ongeveer 20 jaar, maar zag er uit al een jongen van 16. De opzichters, aannemers en onderbazen die ingehuurd waren voor het herstel van de dijkval hadden daardoor niet door dat hij de toezichthouder namens Rijkswaterstaat was. in 1863 werd hij bevorderd tot aspirant-ingenieur, ondanks dat kreeg hij toen geen zelfstandige werkkring. Hij werd als niet voldoende doortastend ingeschat voor een zelfstandige functie. Bovendien hield hij niet van "la belle conversation", zoals Ramaer het in 1915 omschrijft.

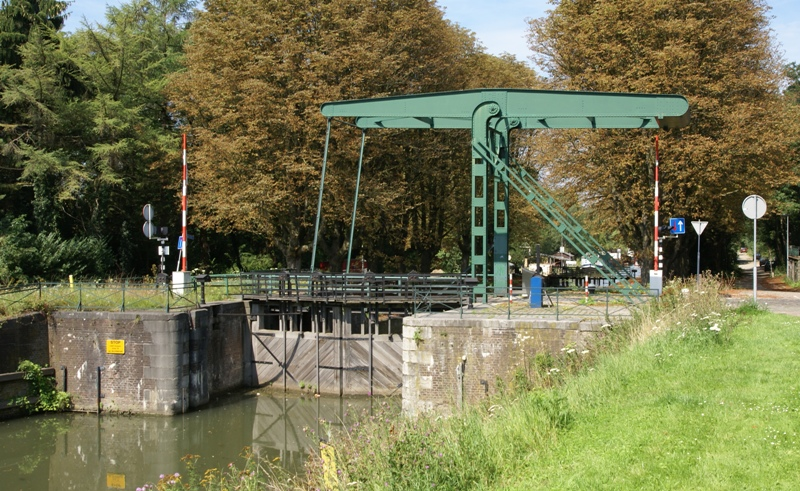
Maastricht - Sluis 19

In 1864 wordt hij overgeplaatst naar Maastricht, waar hij onder ir. F. W. H. van Opstall belast werd met de verbetering van sluis nr. 19 in de Zuid-Willemsvaart. Bij dit werk hoorde de aanleg van een voedingsduiker om Maaswater naar de Zuid-Willemsvaart. Met name de fundering van deze duiker was een probleem dat De Bruyn goed opgelost heeft. In 1867 wordt hij overgeplaatst naar Gorkum, onder ir. H.S.J. Rose. Deze laatste wordt later dat jaar vervangen door ir. Van Opstall.

## Ontslag
Zowel Rose als Van Opstall waren op zich goede meerderen, maar konden snel veel werk verzetten en snel besluiten nemen. Ze konden zich niet voorstellen dat De Bruyn dat niet kon, zeker gezien zijn intelligentie. De Bruyn zat in deze tijd vaak op kantoor met een pijpje in zijn mond voor zich uit te staren zonder veel te doen. Het leek alsof hij overwerkt was, maar dat konden zijn meerderen zich niet voorstellen. Zijn (reguliere) promoties gingen dan ook niet door en in oktober 1868 werd hij als ingenieur 2e klasse ontslagen, en kreeg wachtgeld. Onderzoek door een psychiater leidde tot de conclusie dat deze problemen niet van blijvende aard zouden zijn, en at ere een goede kans was dat na enige jaren rust hij geheel zou genezen. Deze psychiater kende de nodig hoogleraren aan de Koninklijke Akademie te Delft heel goed, en omdat De Bruyn daar een goede naam had opgebouwd. nam de psychiater het initiatief om bij het Ministerie van Binnenlandse Zaken te verzoeken om hem bij de eerstvolgende vacature weer in dienst te nemen.

## Nieuwe start
Die vacature kwam in 1871 door het vertrek van ir. Rooseboom in Assen. De Secretaris Generaal van het ministerie, Mr. J. Schröder besloot dat De Bruyn op proef de arrondissement-ingenieursplaats van Assen kon waarnemen, Zijn directe chef werd hier ir. J. Stootman, Dit was weliswaar een bekwaam ingenieur, maar niet de juiste persoonlijkheid om De Bruyn weer op het goede spoor te zetten. In 1872 kon hij weer overgeplaatst worden, nu naar Goes, waar hij het arrondissement kon waarnemen. Zijn chef werd toen ir. J.F.W Conrad, Conrad had wel de persoonlijkheid die overweg kon met De Bruyn, en De Bruyn kon zich inzetten voor de afronding van de werken van het Kanaal door Zuid Beveland. De sluizen kwamen eind 1872 gereed, in het jaar daarna de kademuren voor de losplaatsen in Hansweert en bij de Postbrug.
De provinciale diensten (o.a. het toezicht op de Calamiteuze Polders) lag in die jaren ook bij Rijkswaterstaat, waardoor De Bruyn een flink takenpakket had.
In 1874 werd Conrad vervangen door ir. G. van Diesen. Deze had een heel goede verhouding tot De Bruyn met zijn eigenaardigheden. Hij ergerde zich niet aan de besluiteloosheid bij het afdoen van stukken en stelde vooral de goede eigenschappen op prijs. Als De Bruyn talmde met het afdoen van (vaak triviale) zaken nam hij die taak gewoon over.

## Vlissingen
In 1878 werd De Bruyn overgeplaatst naar Vlissingen. Omdat Rijkswaterstaat ook het beheer van de werken voor het kanaal door Walcheren overgenomen had was de eis dat de arrondissementsingenieur in Vlissingen woonde. In de periode in Vlissingen heeft hij de nodige werken uitgevoerd.
In de eerste plaats moest gezorgd worden, dat de sluizen te Veere en te Vlissingen hersteld werden. De schutsluizen te Veere waren al sinds mei 1874 onderloops. Telkens, o.a. in mei 1879, werden weer nieuwe lekken ontdekt. Bij de grote en kleine schutsluizen in Vlissingen werd in oktober 1877 een sterke onderloopsheid ontdekt, en ook hier kwamen telkens weer nieuwe lekken tevoorschijn.
De methode, die De Bruyn hier toepaste, was meestal de stortebedden weg te halen, de houten vloer van een sluishoofd uit te zagen en alle gevonden holten met zand of met cement aan te vullen. Dit werd, met water vermengd, door slangen onder grote waterdruk in de holten gebracht, en het lukte De Bruyn, die van de ochtend tot de avond bij deze werken aanwezig was, alles tot een goed einde te brengen.

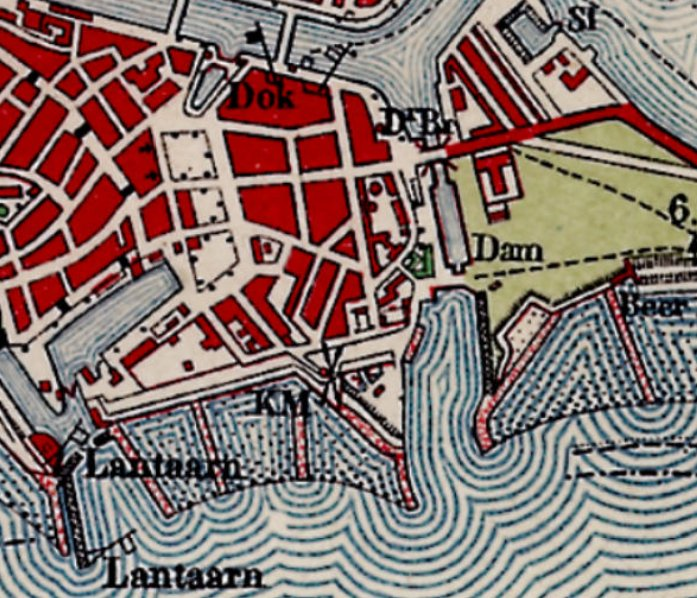
Afgedamd Marinedok in Vlissingen (1908)

Verder bouwde De Bruyn van 1876 tot 1878 een bestaande keersluis om tot schutsluis, de zogenaamde Marinesluis. Dit werk was vóór 1875 al door het Staatsspoorwegbeheer aanbesteed, maar is nooit in gebruik is genomen. De voorhaven was te kort en de ligging daarvan te veel op de heersende windrichting, zodat er bij sommige veel voorkomende windrichtingen zoveel deining in de voorhaven stond, dat de schepen er niet konden liggen, terwijl de sluisdeuren aan de kant van de Schelde, door het grote waterstandsverschil, passage van een groot zeeschip op de Schelde zo sterk bewogen, dat zij niet voldoende waterkerend waren. De Bruyn verhielp dit slaan van de deuren door die met klossen te verbinden, maar van toen af kon de sluis niet meer als schutsluis dienen. Later is er een dam voor de sluis gelegd en is de sluis als droogdok ingericht. Dit dok is in de tachtiger jaren van de twintigste eeuw gedempt.
Een paar belangrijke werken van De Bruyn uit die tijd zijn:
- In de eerste plaats proeven over de verbinding van paal en kesp door opgewigde pennen. Het komt er in vele gevallen op aan de sluisvloer tegen opdrijven te beschermen. Dit gebeurt door trekpalen. Maar deze palen moeten goed verbonden worden met de (houten) sluisvloer. Deze verbinding wordt meestal gemaakt door een gat in de paal te maken en een wig te slaan tussen de funderingsbalk (de kesp) en de paal. Dit wordt opwiggen genoemd. De Bruyn heeft in Vlissingen in het Marinedok proeven uitgevoerd om de krachtverdeling tussen de wiggen en de kespen in beeld te brengen. Hij heeft aangetoond dat deze verbinding geen onbeperkte sterkte heeft, en dat meerdere kleine wiggen een betere krachtverdeling geven dan één grote. Hij heeft hierover gepubliceerd in 1879 in  het Tijdschrift van het KIvI.[2]

- Standaard werd in Zeeland bij zettingvloeiingsgevoelige dijkvakken of de hele oever met zinkstukken beschermd, of een slaperdijk aangelegd. Beide opties zijn kostbaar, en een slaperdijk is bovendien maar een tijdelijke oplossing. De Bruyn stelde voor om voor de oever vaste punten te creëren en die zwaar te verdedigen.  Hij bewees uit vele voorgekomen gevallen, dat de oever tussen  twee zulke „vaste punten" niet verder inschaarde dan volgens een cirkelboog met een straal, getrokken uit een middelpunt, gelegen op de tegenovergelegen geuloever dwars van het midden van de beide vaste punten. Hij heeft hier nooit over gepubliceerd, maar de  methode is beschreven door M. B. G. Hogerwaard in “Memorie over de verdediging van de Zeeuwsche oevers", overigens zonder De Bruyn te noemen.[3] Dit heeft forse besparingen opgeleverd.

- Omdat kennis van de waterstanden essentieel is, stimuleerde hij  het gebruik van registerende peilschalen. Maar omdat het registratietoestel vaak niet geplaatst kon worden door bijv. een steile vooroever, ontwikkelde hij een meter die door een hevel naar een binnendijks registratietoestel liep (een pijp door de dijk is vanwege gevaar op piping en/of achterloopsheid niet mogelijk). Door deze hevel met petroleum te vullen en binnendijks de druk over te brengen op een kwikkolom komde waterstand op verkleinde schaal worden geregistreerd. Fouten, die het gevolg waren van verschillende uitzetting, werden gecorrigeerd door het inzetten van ijzeren staafjes. Zulke peilschalen zijn gebouwd te Borsele en Westkapelle. Ze waren wel erg storingsgevoelig en zijn in 1907 buiten gebruik gesteld.

Toen De Bruyn in Vlissingen was, werd de Vlissingse haven door het Rijk geëxploiteerd. Dit bracht voor hem tal van beslommeringen met zich. Zo heeft hij in de winter van 1879 op 1880, toen de scheepvaart op Antwerpen door ijs gestremd was, heel veel werk gehad om de voor die haven bestemde vaartuigen te Vlissingen aan het nodige te helpen. Het was vooral een moeilijke taak, de schepen met ontplofbare stoffen van de andere gescheiden te houden.
Maar ook hier kwam het probleem op dat hij grote moeite had met het afhandelen van zaken. Voor de ontwikkeling van de haven van Vlissingen was dat niet zo positief. Er waren handelsondernemingen die zich niet in Vlissingen vestigden omdat ze te lang geen antwoord op hun verzoek kregen.

## Leeuwarden
Met ingang van 1 april 1883 werd De Bruyn naar Leeuwarden overgeplaatst. Hier kwam hij weer onder ir. Strootman, die hem nog uit Assen kende, die was daardoor bevooroordeeld, en De Bruyn was zich bij alle gebrek aan eigenwaan toch langzamerhand wel zijn waarde bewust geworden. Het was hier weer: waar hij iets moeilijks te op te lossen had, legde hij zich er volledige op toe, de gewone dienst had zijn liefde niet en dit was oorzaak van een minder welwillende verhouding.
De werken aan De Lemmer, waar de havenhoofden van Rijkswege zijn aangelegd, en de verdediging van de duinen van Ameland werden door hem ontworpen. De werken aan De Lemmer werden samen met de in 1886 toegevoegde ir. A. E. Kempees uitgevoerd. Ook stelde hij een uitvoerig rapport samen over de door de Maatschappij tot landaanwinning op de Friese Wadden aangelegde en in 1882 door storm zwaar beschadigde dam tot verbinding van Ameland met de vaste wal. Hij was hierin tamelijk pessimistisch, hetgeen zeker wel invloed gehad heeft op de verwerping door de Tweede Kamer van het van Rijkswege ingediende wetsvoorstel tot overneming van deze werken van die Maatschappij.

## Geen hoogleraar
Toen de hoogleraar in de waterbouwkunde aan de Polytechnische School te Delft E. Steuerwald op 2 April 1884 was overleden, zocht de directeur prof.dr. J. Bosscha een opvolger. Van alle zijden, ook door verscheidene ingenieurs, die een aanstelling weigerden, werd hem De Bruyn aanbevolen. Zeer ten nadele van het onderwijs aan die Akademie is toen een verdienstelijk spoorwegingenieur door Bosscha voorgedragen,omdat hij gehoord had dat De Bruyn wel eens moeite had met het afdoen van stukken. (benoemd is toen Jean Marie Telders, in de levensbeschrijving van De Bruyn doet Ramaer nogal negatief over de benoeming van Telders, maar Telders heeft zich snel en goed ingewerkt in dit vakgebied.)

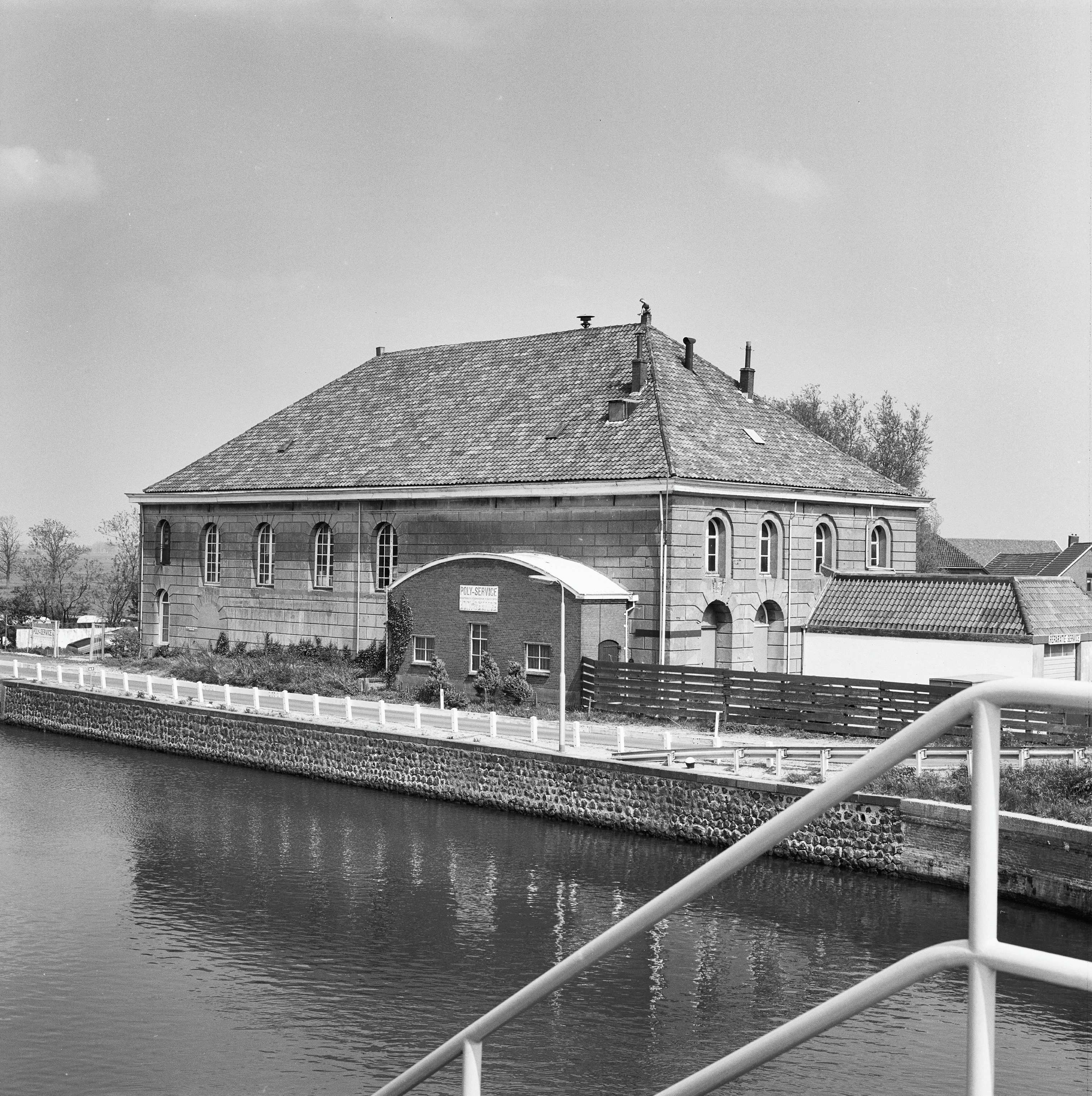
Stoomgemaal bij de Arkelse dam in 1968

Met ingang van 1 november 1887 werd hij overgeplaatst naar 's-Gravenhage, waar hem o.a. werd opgedragen na te gaan wat voor het hoogheemraadschap de Vijfheerenlanden het gevolg zou zijn van de aanleg van het Merwedekanaal tussen de Lek en de schutsluis ten noorden Gorinchem. Hij stelde de bouw van een stoomgemaal te Ameide en de versterking van het bestaande stoomgemaal aan de Arkelse dam voor om in de bezwaren van het hoogheemraadschap weg te nemen. Deze werken zijn uitgevoerd zoals hij die had voorgesteld.

## Algemene Dienst
Met ingang van 1888 werd hij  tot hoofdingenieur 2e klasse benoemd; in1892 werd hij hoofdingenieur. Hij kwam bij de Algemene Dienst, Deze dienst bestond in hoofdzaak uit de vervaardiging van kaarten (waterstaats- en rivierkaart) en de bewerking der waterstanden langs de zee en de rivieren, waartoe behoort het vinden van gemiddelden en het bewerken van de tienjarige overzichten, en waarbij tijdens De Bruyn's hoofdingenieurschap gevoegd werd het voorspellen van tijd en hoogte der hoog- en laagwaterstanden aan de verschillende peilschalen langs de zee en de benedenrivieren, voor het geval van windstilte.
De Bruyn vond voor deze voorspellingen een methode, die zeer zuivere uitkomsten gaf vergeleken met de algemeen gebruikelijke methode via harmonische analyse. Met name de tijd van hoog- en laagwater werd volgens zijn werkwijze veel nauwkeuriger voorspeld dan door de harmonische analyse. Hierover heeft hij een lezing gehouden bij het KIvI en een artikel gepubliceerd in het Tijdschrift van het KIvI. Ramaer, die in die tijd onder De Bruyn werkte, meldt dat De Bruyn bij dit werk voor getijden liet zien dat hij veel verstand van sterrenkunde had.
Bij het berekenen van de gemiddelden van de waterstanden bleek steeds dat in de waarnemingen veel fouten zaten, enerzijds door afleesfouten van de uurlijkse waterstanden, anderzijds door defecten aan de zelfregistrerende peilschalen. De op dat moment gangbare methode was om deze foutieve waarden niet mee te nemen bij de berekening van de gemiddelden, waardoor men soms op gemiddelden uitkwam die meer dan een decimeter afweken. De Bruyn voerde de methode in dat overal waar een waarneming kennelijk onjuist was of geen waarneming beschikbaar was, de waterhoogte gegist werd, d.w.z. afgeleid werd uit enige gevallen, waarin de waterstanden aan naburige peilschalen ongeveer gelijk waren aan die in het onderhavige geval. Zulk een gissing wordt met g aangeduid, zodat het later steeds bekend blijft, welke standen gegist zijn. Deze methode leidden tot een situatie met een fout van hooguit enkele centimeters. Hij heeft deze methode vastgelegd in het "Tienjarig overzigt der waargenomen waterhoogten 1881-1980"

## Commissiewerk
Het voornaamste werk van De Bruyn werd bij de Algemene Dienst het vertegenwoordigen van de Rijkswaterstaat in allerlei commissies. Dit paste goed bij zijn karakter, hij kon als lid van zo'n commissie zijn ideeën  verder uitwerken, zonder dat hij daar ook beslissingen over hoefde te nemen. Hij werd in die commissies zeer gewaardeerd, omdat hij het meeste werk in de commissie verzette, en het doorhakken van knopen aan anderen over liet.
Hij was lid van vrijwel alle examencommissies van Rijkswaterstaat, zowel voor ingenieurs als voor opzichters.
Relevant zijn de volgende commissies:
- Algemene voorschriften onderhoud  In 1890 werd ingesteld de commissie voor wijziging van de Algemeene Voorschriften voor de uitvoering en het onderhoud van werken onder beheer van het Departement van Waterstaat, Handel en Nijverheid onder voorzitterschap van ir. A.M.K.W. baron Van Ittersum (de hoofdingenieur-directeur in Noord Brabant). Een belangrijk onderzoek van deze commissie was het onderzoek naar het verschil tussen Belgische en Nederlandse baksteen. Dit leidde in 1895 tot nieuwe algemene voorschriften met eisen voor o.a. de wateropneming, waterdoorlating en weerstand van baksteen.

- Afwatering boezemwater bij de Lauwerszee  In 1896 is een commissie ingesteld om te onderzoeken of indijking van de Lauwerzee zou kunnen leiden tot een verbeterde afwatering van Friesland en Groningen,onder voorzitterschap van mr. B.P. baron Van Harinxma thoe Slooten. De Bruyn heeft voor deze commissie belangrijk werk gedaan. Het eindverslag van 1900 is grotendeels door hem geschreven.[6] Hij vond een methode om, uitgaande van het getijverschil in de Waddenzee en de uitwatering van de grote kommen van Frieslands boezem (in het bijzonder het Bergumermeer en de Leien), de afmetingen van de reusachtige afvoerkanalen die nodig zouden zijn, te berekenen. Hij ontwikkelde hiervoor een iteratieve rekenmethode. Ook voor de overige afvoerkanalen van verschillende delen van Groningen en van de beide Dongeradeelen in Friesland (die een van het overige Friesland afgescheiden waterbeheer hebben) werden die afmetingen berekend, en zo werden ontwerpen gemaakt, waarvan met grote zekerheid nagegaan kon worden wat de kosten en wat de voordeden zouden zijn. Kort na de publicatie van dit verslag gaf hij eind 1900  een nieuw denkbeeld in overweging, en daarmede werd door de inspectie van de Waterstaat in oktober 1901 ingestemd. Dit denkbeeld behelsde een combinatie van de indijking van de Lauwerszee met bemaling van Frieslands boezem op de Zuiderzee in het zuiden van Friesland, wat goedkoper scheen dan de voorstellen van de commissie. Met het oog daarop werd in februari 1902 door de provincies Friesland en Groningen een technische commissie ingesteld onder voorzitterschap van ir. W.F. Leemans. Deze commissie bracht in juni 1904 verslag[7] uit met een voorstel om een stoomgemaal voor Friesland te Tacozijl en een voor Groningen te Zoutkamp te bouwen en de indijking der Lauwerszee zo uit te voeren dat er een gemeenschappelijke bergboezem voor Friesland en Groningen in de Lauwerzee wordt gevormd, met ruime sluizen in de afsluitdijk van de Lauwerszee. De Bruyn was lid van al deze commissies en heeft het meeste werk hiervoor verzet.

- Afwatering grenspolders met België  Op de grens van Nederland en Vlaanderen liggen een aantal polders met een gezamenlijke afwatering. Om dit te regelen is in 1890 een gemengde Nederlands-Belgische commissie opgericht. De Bruyn is tot zijn overlijden lid geweest van deze commissie, zonder dat er een definitieve overeenkomst kwam. De politieke verschillen tussen Nederland en België waren te groot.

- Staatscommissie waterverontreiniging Deze commissie van 1897 onder voorzitterschap van mr.dr. A.F. baron Van Lynden moest maatregelen voorbereiden tegen verontreiniging van openbare wateren. De Bruyn was een actieve medewerker, in het bijzonder in de subcommissie die een onderzoek instelde naar de in Nederlands voorkomende gevallen van waterverontreiniging en de gevolgen daarvan. Deze commissie bracht in 1901 haar verslag uit.[8] Aan dit verslag was een wetsontwerp toegevoegd inzake een voorziening tegen hinderlijke of schadelijke waterverontreiniging. Dit heeft aan de grondslag gelegen van een in 1903 aan de Staten-Generaal aangeboden wetsontwerp.  Dit is niet in behandeling is gekomen en door is een volgende regering weer ingetrokken. Het was in zijn hoedanigheid van lid van deze Staatscommissie, dat De Bruyn met enkelen van zijn medeleden in 1901 het plan heeft opgemaakt voor de septic tankinstallatie. Deze werd in 1902 door Rijkswaterstaat bij Tilburg gebouwd, om door het nemen van proeven met de zuivering van het door de Tilburgse fabrieken sterk verontreinigde water van de Lei of Voorste Stroom het vraagstuk van de biologische zuivering van afvalwater nader te bestuderen. Deze proefinstallatie is enige jaren in werking geweest onder toezicht van een commissie uit de Centrale Gezondheidsraad, waarvan De Bruyn deel uitmaakte. Het vraagstuk schijnt toen voor de praktijk in het groot te moeilijk of te kostbaar te zijn, men heeft de resultaten toen niet kunnen gebruiken voor grootschalige reiniging van afvalwater.

- Verversingskanaal ’s-Gravenhage In de zomermaanden gaf de lozing van (ongezuiverd) afvalwater via het verversingskanaal bij Den Haag problemen voor de badgasten in Scheveningen. De gemeente Den Haag stelde een commissie in te onderzoeken of het spuien durende het badseizoen verontreiniging voor het badwater oplevert, en zo ja, welke maatregelen er dan te nemen zouden zijn. Het eindrapport van1891 gaat in op de zeestroming voor de kusten stelt regels voor het openen en sluiten van de sluizen aan het eind van het kanaal. Het vervuilde water kan dan niet overdag op het badstrand terecht komen.Toepassen van die regels leidde inderdaad tot het gewenste resultaat.

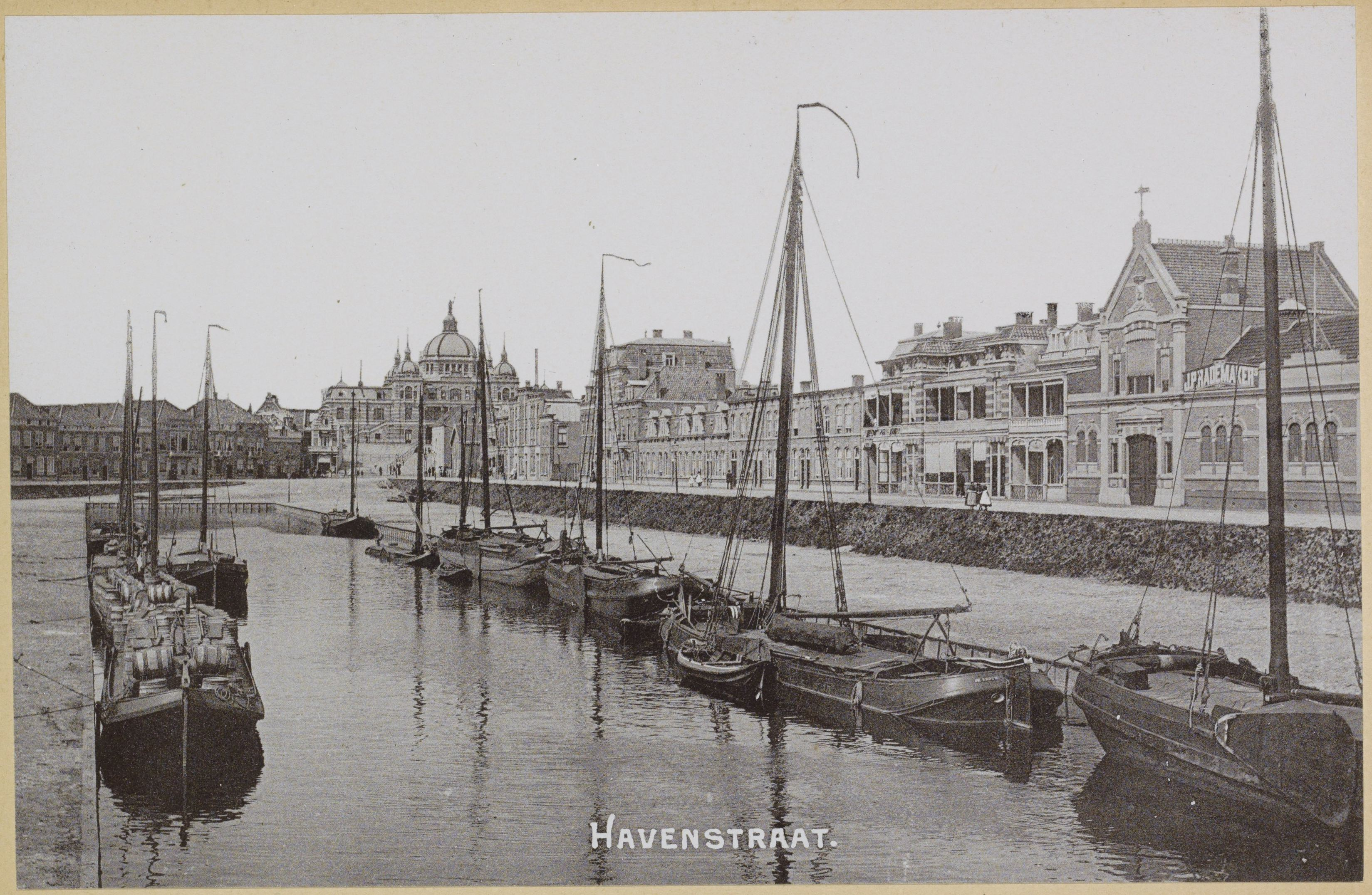
De binnenhaven van Scheveningen rond 1900

- Haven van Scheveningen Commissie van advies over de totstandbrenging van een haven voor de bomschuiten te Scheveningen. Deze commissie van de gemeente Den Haag bestond naast De Bruyn uit de directeur gemeentewerken, ir. I.A. Lindo en ir. A.A.Bekaar van Rijkswaterstaat. Het departement van Oorlog wilde een haven met korte havenhoofden, om te voorkomen dat er een makkelijke invasie van het regeringscentrum zou plaats kunnen vinden. De schippers wilden lange hoofden om te toegangsgeul zo veel mogelijk vrij te houden van aanzanding. De Bruyn toonde aan mede op basis van zijn onderzoek voor het verversingskanaal, dat ten gevolge van de gecompliceerde werking van de wind (vrij constant tijdens een korte tijdspanne) en het getij dat iedere 6 uur va richting veranderd, er nabij de kust weinig zandafzetting is, en daarbuiten veel meer. Door deze combinatie is er vrij constant wel enige snelheid en dus weinig sedimentatie. Op grotere diepte is het effect aan de bodem van de getijstroom en vooral van de wind veel minder, waardoor daar een zandbank gevormd wordt. Op grond hiervan werd oer de bezwaren van korte hoofden heengestapt. In 1898 is over deze havenaanleg door ir. Van Voorst Vader een lezing gegeven, waarbij De Bruyn de nodige aanvullingen gegeven heeft.[9]

- Deining binnenhaven Scheveningen Noordzeedeining drong door in te haven en veroorzaakte een onrustig golfbeeld in de have, wat laden en lossen bemoeilijkte. Bovendien wilde men een meer binnenwaarts gelegen tweede havenbekken hebben. Lindo, De Bruyn en Bekaar schreven ook hierover een advies aan de gemeente Den Haag (november 1906) Naar aanleiding van dit rapport besloot de gemeenteraad in maart 1909 om een economische en een technische commissie in te stellen. De technische commissie stond onder voorzitterschap van prof. Kraus. Zijn rapport ging weer voor advies naar Lindo, De Bruyn en Bekaar die daar in 1910 over adviseerden. In dat advies werden tegenover elkaar gesteld het ontwerp van 1906 en dat van de bovengenoemde technische commissie. Betoogd werd dat het afsluiten van de bestaande binnenhaven door keerdeuren als in het ontwerp van die commissie werd beoogd, bezwaren in het leven roept voor de scheepvaart, terwijl het volgens De Bruyn c.s. de vraag blijft of op de door haar voorgestelde wijze de bestaande bezwaren wel zijn op te lossen. Ook de aangegeven bouwwijze van het ontworpen sluishoofd werd onderworpen aan kritiek, waarin de opmerkingsgave van De Bruyn naar voren kwam. De oplossing (verlenging van de havenhoofden) werd door de toenmalige wethouder (Cornelis Lely) ondersteund, maar het kostte tot 1920 voordat het rijk met de toezegging kwam om de hoofden te verlengen.

- Trillingen in woningen in Scheveningen In 1906 hadden een aantal woningen in Scheveningen en De Haag last van hevige trillingen. College van B&W van Den Haag benoemde een commissie van drie leden om uit te zoeken wat de oorzaak was, en wat er aan gedaan kon worden. In hun eindrapport van eind 1906 gaf de commissie aan dat de oplossing was het aanbrengen van tegenwichten aan de krukarmen van de grote gasmachines van de grote elektrische centrale in Scheveningen, die de oorzaak was van bet beven, en het terugbrengen van de omloopsnelheid van deze machines tót de normale het probleem zou oplossen. Nadat dit gebeurde is, is er van bevende huizen geen sprake meer geweest. Alhoewel hij lid was van de commissie heeft De Bruyn in afwijking van andere commissies hier niet de hoofdrol gespeeld.[10]

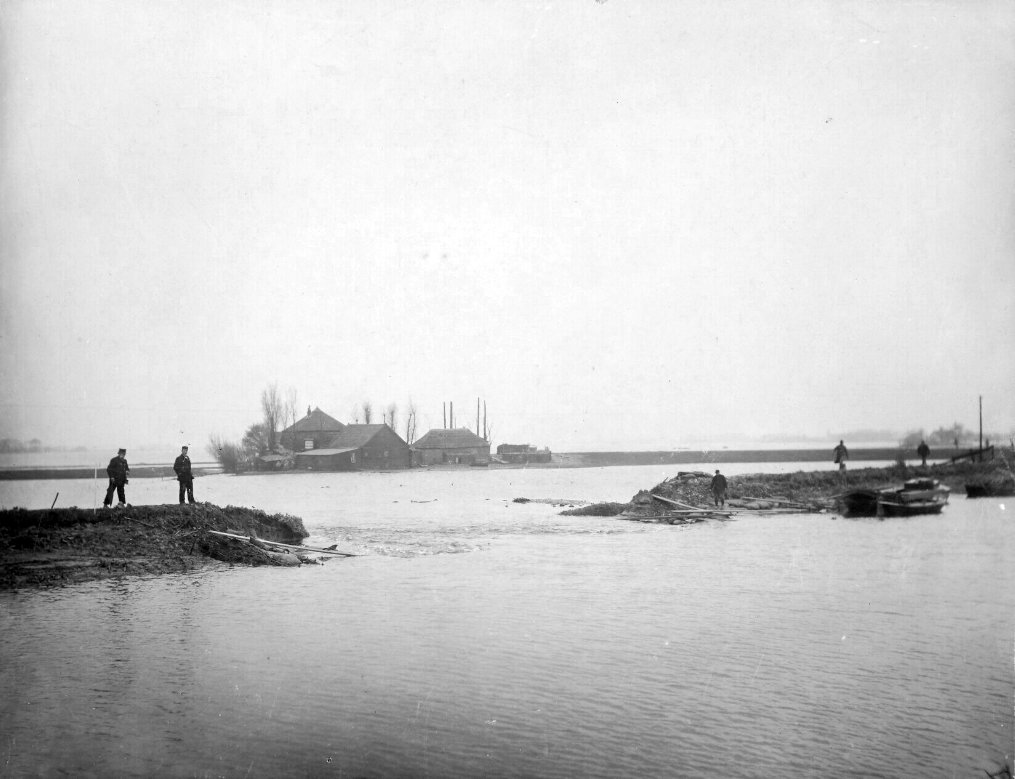
Dijkdoorbraak langs de Poldervaart bij Kethel in 1903

- Poldervaart bij Vlaardingen In 1903 brak de kade van de Vlaardingervaart en de Poldervaart langs de Noord-Kethelpolder door. Het polderbestuur claimde dat dit veroorzaakt was doordat het Hoogheemraadschap van Delfland water met zo’n grote snelheid had ingelaten dat daardoor de oevers van de Poldervaart en Vlaardingervaart geërodeerd waren en dus dat de herstelkosten ten laste moeten komen van het hoogheemraadschap. Als toezichthouder benoemde de provincie in de zomer van 1904 een commissie om dit te onderzoeken en te adviseren ter zake van deze claim.  De Bruyn werd voorzitter van deze commissie. In hun eindrapport van november 1904 constateerde de commissie dat de erosie niet het gevolg was van een te hoge snelheid en dus dat de claim van de polder onterecht was.

- Drinkwatervoorziening voor Amsterdam In Amsterdam moest de drinkwatervoorziening verbeterd worden en de vraag was of voor de toekomstige drinkwatervoorziening van Amsterdam de capaciteit van de winplaats in de duinen voldoende zou zijn en, zo niet, welke andere maatregelen dan zouden moeten worden genomen. Alternatieven waren onder andere het gebruiken van water uit de Vecht, of grondwater uit het Gooi. B&W van Amsterdam benoemden in 1903 hiervoor een commissie bestaande uit De Bruyn, de architect Jan Schotel en Dr. H. P. Kapteyn. De commissie kwam tot de conclusie dat het duinwater alleen niet voldoende zou zijn. Zij overwoog ook dat het stelsel van Theodor Stang (directeur van de Haagse Duinwaterleiding), waarbij in het duin diepe standpijpen moesten worden geslagen niet zou voldoen vanwege het risico op verzilting van het water. Ook het voorstel van de directeur van de Amsterdamse Gemeente Waterleiding, J.M.K Pennink werd ook afgewezen. Hij stelde voor om water in de duinen te suppleren met rivierwater uit de Rijn, De commissie adviseerde om een een oostelijke waterleiding aan te leggen met een prise d'eau (wateroppomppunt) ten zuidoosten Amersfoort in de Gelderse Vallei. Deze aanbeveling stond in hun eindrapport van april 1905 (Rapport inzake de watervoorziening van Amsterdam).

- Drinkwatervoorziening voor Delft In Delft waren vergelijkbare problemen. Ook hier kwam een commissie waar De Bruyn lid van werd. De commissie stelde een onderzoek in naar de mogelijkheid om ten behoeve van watervoorziening grondwater, boezemwater, of rivierwater te winnen, om ten slotte haar aandacht te wijden aan de aansluiting van Delft aan de waterwerken van naburige gemeenten. In hun advies van 1909 werd de voortzetting van het bestaande duinwaterbedrijf als uitsluitende bron voor de toekomstige watervoorziening van Delft door de commissie niet mogelijk geacht, zelfs als die uitgebreid zouden worden. Ook waren naar haar oordeel aan een boezemwaterbedrijf zeer grote bezwaren waren verbonden. Als oplossing van het vraagstuk gaf zij in overweging: in de eerste plaats aansluiting der Delftse voorziening aan de waterleiding der gemeente Rotterdam; in de tweede plaats het bouwen van een eigen rivierwater werk, bij Krimpen aan den IJssel.[11]

- Martenshoekse Verlaat  Commissie van advies van 1905 inzake de de opruiming van het Martenshoeksche verlaat (samen met ir. J. W. Welcker en ir. A. Déking Dura) benoemd door de provincie Groningen en B&W van Groningen. Dit verlaat (schutsluis) in het Winschoter Diep was als houten sluis gebouwd omstreeks 1615, was sedert de bouw van de Spilsluizen te Groningen in 1673 minder nodig. Na de aanleg van het Eemskanaal in verband met de afsluiting van het Reitdiep van 1875 tot 1880 werd de wijze van uitwatering van een groot deel van de provincie Groningen sterk verbeterd heeft, maar tevens zorgde dit door de afwisselende opening en sluiting sluizen te Delfzijl een op en neer gaande beweging in de Groningse wateren. Velen meenden, dat dit verlaat opgeruimd kon worden. De commissie kwam in haar rapport van1906, tot de slotsom dat dit toch niet kon.[12]

## Adviezen op persoonlijke titel
- Afwatering gronden bij ziekenhuis Groningen De Bruyn gaf een advies op verzoek van de provincie en de stad Groningen over de slechte afwatering van de terreinen van het nieuwe Ziekenhuis. Hij rapporteerde hierover in 1906 en 1907.Hij raadde aan om 11 m diep stekende drainagebuizen te plaatsen, en hierdoor een vast grondwaterpeil in de zand/leem bodem te handhaven. Bovendien adviseerde gij om de bovenste slikkerige laag van ca 10 cm te vervangen door zand. Dat advies is opgevolgd en de problemen zijn verholpen.
- De drinkwatervoorziening Hij heeft advies uitgebracht voor de waterleidingbedrijven van Hoorn, Hoek van Holland, Groningen en voor Oud-Rosenburg (bij Loosduinen).

## Bestuursfuncties en lidmaatschappen wetenschappelijke organisaties

### Gezondheidsraad
Hij werd bij de oprichting in1902 benoemd tot buitengewoon lid van de Centrale Gezondheidsraad, en bleef dit tot zijn overlijden. Door het Nederlandse Congres voor openbare gezondheidsregeling werd De Bruyn in juni 1903 tot bestuurslid gekozen, en werd hij in december 1903 benoemd tot lid van de commissie tot verzameling van hydrologische gegevens van de bodem van Nederland. Hij heeft met name gewerkt aan het verzamelen van de hydro-geologische gegevens van Groningen en Utrecht. Op het Nederlandse Natuur- en Geneeskundig Congres van 1903  heeft De Bruyn een voordracht gehouden over lysimeterwaarnemingen en de hoeveelheid drinkwater, die de duinen dienovereenkomstig kunnen geven.

### Provinciale Genootschappen
De Bruyn werd in 1890 benoemd tot lid van het Provinciaal Utrechtsch Genootschap van Kunsten en Wetenschappen, in 1902 tot lid van de Hollandsche Maatschappij der Wetenschappen te Haarlem en in 1904 tot lid van het Bataafs Genootschap der proefondervindelijke wijsbegeerte te Rotterdam.

### KNAW
In  mei 1898 werd hij benoemd tot lid van de Koninklijke Akademie van Wetenschappen, afdeling Wis- en Natuurkunde. Hij bleef dit tot aan zijn 70e. In het kader van de KNAW is vermeldenswaardig zijn discussie me dr. Eugene Dubois over de oorsprong van het grondwater van de Nederlandse zeeprovincies. De Bruyn kon instemmen met de conclusies van Dubois, behalve met die, dat het zoetwater in ons pleistocene zand van de plaatselijke regenval afkomstig is. Hij bestreed verder de stelling van Dubois, dat er onder de minder diepe polders in ons holocene gebied genoeg goed drinkwater overblijft al wordt daaraan voortdurend door waterleidingen drinkwater ontleend.
Verder schreef hij in 1909 een nota (in de werken van Akademie opgenomen als bijvoegsel van het verslag der vergadering van 3 oktober 1909) over de daling van den bodem van Nederland in de laatste jaren. Hij schat die daling op 1 millimeter per jaar, en meent haar te moeten toeschrijven aan een langzaam hoger wordende zeespiegel. Professor Molengraaff, die tegelijk over hetzelfde onderwerp een nota gaf, was van mening dat de daling werkelijkheid is, dus dat onze bodem langzaam zakt.
De Bruyn werd in 1906 door de afdeling benoemd in de geologische commissie. In 1910 werd hij tot secretaris dier commissie benoemd, wat hij bleef tot zijn overlijden. Op 30 Mei 1914 deed de commissie een voorstel aan de afdeling in zake het plan voor een nieuwe uitgave der geologische kaart, ter vervanging van die van Dr. Staring. Hij heeft zich hiervoor erg ingespannen.

### Koninklijk Instituut van Ingenieurs
Als lid van het Koninklijk Instituut van Ingenieurs heeft hij zich verdienstelijk gemaakt met een aantal studies.
- Sluisfunderingen Proeven omtrent de verbindingen van kespen aan palen in "den dag van sluizen en enkele andere onderdeelen van sluisfundeering".[2] Zijn theorie is na 1890 verdrongen door die van George Howard Darwin (niet de Darwin van de evolutieleer) en door Van der Stok, maar munt uit door eenvoud en is een bewijs van de heldere geest van De Bruyn. Deze voordracht en publicatie leverde hem de Conrad-premie op, In 1891 heeft hij een voordracht gehouden over de voortplanting van de getijgolven in de zuidelijke Noordzee.[13] Hij toonde aan dat de getijgolf niet eenvoudig een voortzetting is van die in het Engelse Kanaal. Met name de vloedstroom in de zuidelijke Noordzee ontstaat volgens De Bruyn door het verhang dat de getijgolf genereert.

- Afsluiting van de Zuiderzee. In 1893 heeft hij een verhandeling gehouden over de waterstand de Waddenzee als de Zuiderzee wordt afgesloten volgens het plan  van Adrien Huet wordt afgesloten door een dam van de vuurtoren De Ven (ten noorden van Enkhuizen) naar Stavoren, de hoogwaterstand aan de zeezijde van die dam zou volgend De Bruyn heel hoog worden en daardoor bezwijken.[14] Deze voordracht, die gehouden werd naar aanleiding va de behandeling van de afsluitingsplannen in het Instituut, gaf nog aanleiding tot enige discussie met Huet. De Bruyn's bewering was, dat de hoogwaterstand vrij veel zal rijzen. Een belangwekkende polemiek hierover van hem met ir. J.W.T. van Oijen komt voor in De Ingenieur van 29 september 1894.[15]

- Hydrologie. In 1897 heeft hij en verhandeling gehouden over over de betrekking tussen regenval, verdamping en waterafvoer. Hij maakt hiervoor gebruik van meetgegevens uit het stroomgebied dan de Elbe Zijn conclusies werden niet door de vergadering in algemene zin onderschreven.[16]

- Afsluitdijk. Kort voor zijn overlijden heeft hij zijn gedachten over het effect van de Afsluitdijk op de waterstanden zoals al eerder verwoord in zijn lezingen van 1883 1885 vastgelegd in een artikel in het jubileumnummer van  De Ingenieur van 1911.[17] Dit betoog leidde onder andere tot de instelling van de Staatscommissie Zuiderzee onder voorzitterschap van prof. Lorentz in 1918.

## Maatschappelijke functies en eerbewijzen
De Bruyn werd in 1888 benoemd tot commissaris van de weduwefondsen van ingenieurs en opzichters van Rijkswaterstaat en bleef dat tot 1908. Hij was al die jaren thesaurier van die fondsen Hij werd in 1900 lid van het bestuur en kerkmeester van de Remonstrantse gemeente in Den Haag. Wegens gezondheidsredenen stopte hij hiermee in 1914. In 1897 werd hij lid der commissie van toezicht op het Middelbaar Onderwijs in Den Haag en bleef dat tot 1909.
Op 29 augustus 1894 werd benoemd tot ridder in de orde van de Nederlandse Leeuw en op 28 augustus 1906 tot commandeur in de orde van Oranje-Nassau.

## Privé
Tijdens een buitenlandse reis in 1913 werd hij ziek, en bleek hij aan een hartkwaal te lijden. Hij herstelde wat in een landelijk verblijf in Ellecom, maar de ziekte verergerde langzaam en hij had op het laatst veel last van benauwdheid. Hij overleed in 1915.Toch was hij nog tot het laatst van zijn leven bezig, in het bijzonder voor de geologische commissie van de KNAW.
Hij trouwde op 19 juni 1872 met Johanna Maria Helena Molenkamp, een dochter van een Delfts predikant; zij kregen 3 zonen en 5 dochters.
- Biografisch Portaal: 97987775